# Quendon
Quendon – wieś w Anglii, w hrabstwie Essex, w dystrykcie Uttlesford, w civil parish Quendon and Rickling. Leży 31 km na północny zachód od miasta Chelmsford i 55 km na północny wschód od Londynu. W 1931 roku civil parish liczyła 156 mieszkańców.